# 朱弘昭
朱弘昭（約874年—934年），山西太原人。
早年追随李嗣源，為文思使。因與安重诲有仇隙，故常年駐守在外。官至山南東道節度使。范延光、赵延寿辞职後，李嗣源以弘昭為枢密使，朱弘昭最初不肯，李嗣源大怒說：“我養你們這些人何用？”朱弘昭只好接受。
应顺元年（934年）鳳翔節度使潞王李從珂起兵造反，各军皆不战而降，三月二十八日康义诚军大潰，闵帝大懼，召弘昭計事，朱弘昭忧心如焚，告訴穆延暉曰：“上召我急，將罪我也。”最後投井自杀，馮贇為侍卫马军都指挥使安從進所殺，后唐闵帝自洛阳出奔魏州（今河北大名东北），被刺史王弘贽勒死。

## 延伸阅读
[在维基数据编辑]
 《舊五代史·卷66》，出自薛居正《舊五代史》
 《新五代史·卷27》，出自歐陽修《新五代史》